# Alexander Ross (Dichter)
Alexander Ross (* 13. April 1699 in Aberdeenshire; † 20. Mai 1784 in Lochlee) war ein schottischer Dichter.

## Leben
Er wurde am Marischal College, Aberdeen unterrichtet und wurde Lehrer für die Kinder des Sir William Forbes of Craigievar. Im Jahr 1732 wurde er Schuldirektor von Lochlee, Angus, wo er den Rest seines Lebens verbrachte.
1768 veröffentlichte er auf Anraten von James Beattie, The Fortunate Shepherdess. Er starb in Lochlee und wurde am 26. Mai 1784 begraben.